# Матвеевская (Вашкинский район)
Матвеевская — деревня в Вашкинском районе Вологодской области.
Входит в состав Ивановского сельского поселения, с точки зрения административно-территориального деления — в Ивановский сельсовет.
Расстояние по автодороге до районного центра Липина Бора — 53 км, до центра муниципального образования деревни Ивановская — 2 км. Ближайшие населённые пункты — Зуево, Ивановская, Семёновская.
По переписи 2002 года население — 5 человек.